# Juan Díaz (Coclé)
Juan Díaz è un comune (corregimiento) della Repubblica di Panama situato nel distretto di Antón, provincia di Coclé. Si estende su una superficie di 85,6 km² e conta una popolazione di 2.634 abitanti (censimento 2010).